# Вейн Тауншип (округ Скайлкілл, Пенсільванія)
Вейн Тауншип (англ. Wayne Township) — селище (англ. township) в США, в окрузі Скайлкілл штату Пенсільванія. Населення — 5213 особи (2020).

## Демографія
Згідно з переписом 2010 року, у селищі мешкало 5113 осіб у 2066 домогосподарствах у складі 1488 родин. Було 2217 помешкань
Расовий склад населення:
| - 97,8 % — білих - 0,7 % — азіатів - 0,3 % — чорних або афроамериканців - 0,1 % — корінних американців |

До двох чи більше рас належало 0,6 %. Частка іспаномовних становила 1,3 % від усіх жителів.
За віковим діапазоном населення розподілялося таким чином: 20,8 % — особи молодші 18 років, 63,7 % — особи у віці 18—64 років, 15,5 % — особи у віці 65 років та старші. Медіана віку мешканця становила 44,7 року. На 100 осіб жіночої статі у селищі припадало 102,8 чоловіків;  на 100 жінок у віці від 18 років та старших — 101,5 чоловіків також старших 18 років.
Середній дохід на одне домашнє господарство  становив 82 258 доларів США (медіана — 66 938), а середній дохід на одну сім'ю — 89 977 доларів (медіана — 77 083). Медіана доходів становила 50 682 долари для чоловіків та 35 674 долари для жінок. За межею бідності перебувало 6,1 % осіб, у тому числі 15,5 % дітей у віці до 18 років та 1,0 % осіб у віці 65 років та старших.
Цивільне працевлаштоване населення становило 2821 особа. Основні галузі зайнятості: освіта, охорона здоров'я та соціальна допомога — 26,1 %, виробництво — 19,4 %, роздрібна торгівля — 9,7 %, будівництво — 8,6 %.